# Чемпионат России по лёгкой атлетике в помещении 2015
Чемпионат России по лёгкой атлетике в помещении 2015 года прошёл 17—19 февраля в Москве в манеже ЛФК «ЦСКА». Соревнования являлись отборочными в сборную России на чемпионат Европы в помещении, прошедший 6—8 марта в Праге, столице Чехии. В чемпионате приняли участие 730 спортсменов из 70 регионов России. На протяжении 3 дней было разыграно 26 комплектов медалей.
Чемпионат России по многоборьям в помещении 2015 проводился отдельно 13—15 февраля в Санкт-Петербурге.

## Медалисты

### Мужчины
| Дисциплина       | Золото                                                    | Золото   | Серебро                                                | Серебро  | Бронза                                                   | Бронза      |
| ---------------- | --------------------------------------------------------- | -------- | ------------------------------------------------------ | -------- | -------------------------------------------------------- | ----------- |
| 60 м             | Дмитрий Лопин Краснодарский край                          | 6,69     | Максим Половинкин Самарская область Пензенская область | 6,71     | Александр Бреднев Краснодарский край Ульяновская область | 6,74        |
| 200 м            | Вячеслав Колесниченко Москва Волгоградская область        | 21,28    | Роман Смирнов Москва Воронежская область               | 21,29    | Ильфат Садеев Ульяновская область                        | 21,42       |
| 400 м            | Егор Кибакин Москва Волгоградская область                 | 46,74    | Алексей Кёниг Пермский край                            | 46,75    | Павел Савин Тюменская область Оренбургская область       | 47,07       |
| 800 м            | Степан Поистогов Москва Свердловская область              | 1.47,92  | Валентин Смирнов Санкт-Петербург Челябинская область   | 1.48,48  | Константин Толоконников Ростовская область               | 1.48,64     |
| 1500 м           | Валентин Смирнов Санкт-Петербург Челябинская область      | 3.43,25  | Алексей Харитонов Санкт-Петербург                      | 3.45,58  | Вячеслав Соколов Москва Челябинская область              | 3.45,75     |
| 3000 м           | Егор Николаев Московская область Башкортостан             | 7.48,43  | Алексей Попов Воронежская область                      | 7.49,51  | Владимир Никитин [a] Пермский край                       | 7.58,67 [a] |
| 5000 м           | Амос Кибиток Кения                                        | 13.31,85 | Николас Чепсеба Кения                                  | 13.41,14 | Евгений Рыбаков Кемеровская область                      | 13.49,74    |
| 60 м с барьерами | Константин Шабанов Москва Псковская область               | 7,69     | Евгений Борисов Московская область                     | 7,72     | Кирилл Невдах Краснодарский край                         | 7,80        |
| Прыжок в высоту  | Александр Шустов Московская область Нижегородская область | 2,28 м   | Алексей Дмитрик Краснодарский край Санкт-Петербург     | 2,28 м   | Даниил Цыплаков Краснодарский край Хабаровский край      | 2,28 м      |
| Прыжок с шестом  | Александр Грипич Краснодарский край                       | 5,81 м   | Артём Буря Волгоградская область                       | 5,60 м   | Антон Ивакин Московская область Волгоградская область    | 5,50 м      |
| Прыжок с шестом  | Александр Грипич Краснодарский край                       | 5,81 м   | Артём Буря Волгоградская область                       | 5,60 м   | Леонид Кивалов Ставропольский край                       | 5,50 м      |
| Прыжок в длину   | Василий Копейкин Москва Нижегородская область             | 8,00 м   | Павел Шалин Москва Липецкая область                    | 7,97 м   | Сергей Полянский Московская область                      | 7,96 м      |
| Тройной прыжок   | Дмитрий Сорокин Краснодарский край Хабаровский край       | 16,94 м  | Алексей Фёдоров Московская область Смоленская область  | 16,91 м  | Дмитрий Чижиков Москва Санкт-Петербург                   | 16,89 м     |
| Толкание ядра    | Константин Лядусов Ростовская область                     | 20,09 м  | Александр Лесной Краснодарский край                    | 20,08 м  | Максим Сидоров Московская область                        | 19,82 м     |

a  27 сентября 2016 года Международная ассоциация легкоатлетических федераций опубликовала список спортсменов, дисквалифицированных в связи с допинговыми нарушениями. Среди них оказался российский бегун Ильдар Миншин, отстранённый от соревнований на 2 года на основании отклонений показателей крови в биологическом паспорте. Его результаты с 15 августа 2009 года были аннулированы, в том числе третье место на чемпионате России в помещении 2015 года в беге на 3000 метров с результатом 7.57,62.

### Женщины
| Дисциплина       | Золото                                               | Золото      | Серебро                                               | Серебро     | Бронза                                                    | Бронза      |
| ---------------- | ---------------------------------------------------- | ----------- | ----------------------------------------------------- | ----------- | --------------------------------------------------------- | ----------- |
| 60 м             | Ксения Рыжова Липецкая область Московская область    | 7,30        | Анна Головина Архангельская область                   | 7,32        | Марина Пантелеева Москва Липецкая область                 | 7,32        |
| 200 м            | Ксения Рыжова Липецкая область Московская область    | 23,45       | Юлия Чермошанская Москва Нижегородская область        | 23,55       | Екатерина Смирнова Москва Калужская область               | 23,80       |
| 400 м            | Яна Глотова Московская область Липецкая область      | 52,84       | Ольга Товарнова Волгоградская область                 | 52,97       | Екатерина Реньжина Москва Тульская область                | 53,18       |
| 800 м            | Екатерина Купина [b] Курская область                 | 2.02,50 [b] | Екатерина Бродовая [b] Краснодарский край             | 2.03,63 [b] | Айвика Маланова [b] Москва Марий Эл                       | 2.03,65 [b] |
| 1500 м           | Галина Бубнова Башкортостан                          | 4.16,52     | Наталья Григорьева Чувашия                            | 4.18,23     | Анна Щагина Москва                                        | 4.18,50     |
| 3000 м           | Елена Коробкина Москва Липецкая область              | 8.50,39     | Алла Кулятина Новосибирская область                   | 8.58,84     | Екатерина Соколенко Томская область Новосибирская область | 9.00,83     |
| 5000 м           | Елена Коробкина Москва Липецкая область              | 15.47,09    | Людмила Лебедева Марий Эл                             | 15.49,99    | Елена Седова Новосибирская область                        | 15.50,82    |
| 60 м с барьерами | Нина Морозова Краснодарский край Брянская область    | 8,06        | Екатерина Галицкая Санкт-Петербург Ростовская область | 8,08        | Светлана Топилина Московская область Кемеровская область  | 8,10        |
| Прыжок в высоту  | Мария Кучина Московская область Кабардино-Балкария   | 1,94 м      | Ирина Гордеева [c] Краснодарский край Санкт-Петербург | 1,90 м [c]  | Татьяна Мнацаканова [c] Москва                            | 1,85 м [c]  |
| Прыжок с шестом  | Анжелика Сидорова Москва Чувашия                     | 4,75 м      | Ангелина Краснова Москва Иркутская область            | 4,60 м      | не вручалась                                              |             |
| Прыжок с шестом  | Анжелика Сидорова Москва Чувашия                     | 4,75 м      | Анастасия Савченко Москва Санкт-Петербург             | 4,60 м      | не вручалась                                              |             |
| Прыжок в длину   | Екатерина Конева Краснодарский край Хабаровский край | 6,79 м      | Юлия Пидлужная Свердловская область                   | 6,56 м      | Ольга Балаева Волгоградская область                       | 6,46 м      |
| Тройной прыжок   | Екатерина Конева Краснодарский край Хабаровский край | 14,44 м     | Наталья Алексеева Москва Владимирская область         | 14,08 м     | Олеся Забара Краснодарский край Адыгея                    | 14,03 м     |
| Толкание ядра    | Анастасия Подольская Москва                          | 17,36 м     | Ирина Кириченко Иркутская область                     | 17,00 м     | Евгения Соловьёва Московская область Челябинская область  | 16,97 м     |

b  25 января 2016 года Всероссийская федерация лёгкой атлетики дисквалифицировала на 4 года бегунью на 800 метров Марию Николаеву. На основании показателей биологического паспорта был сделан вывод о применении спортсменкой допинга. Все её результаты с 18 февраля 2015 года были аннулированы, в том числе второе место на чемпионате России в помещении 2015 года в беге на 800 метров с результатом 2.02,24.

26 января 2017 года Международная ассоциация легкоатлетических федераций опубликовала список спортсменов, дисквалифицированных в связи с допинговыми нарушениями. Среди них оказалась и российская бегунья на 800 метров Анастасия Баздырева, отстранённая от соревнований на 2 года на основании отклонений показателей крови в биологическом паспорте. Её результаты с 23 апреля 2014 года были аннулированы, в том числе первое место на чемпионате России в помещении 2015 года в беге на 800 метров с результатом 2.02,13.

7 апреля 2017 года Спортивный арбитражный суд сообщил о дисквалификации российской бегуньи Екатерины Поистоговой на два года. На основании данных биологического паспорта был сделан вывод о применении спортсменкой допинга. Все её результаты с 21 октября 2014 года были аннулированы, в том числе третье место на чемпионате России в помещении 2015 года в беге на 800 метров с результатом 2.02,33.

c  1 февраля 2019 года стало известно, что Спортивный арбитражный суд на основании доклада Макларена и показаний Григория Родченкова признал 12 российских легкоатлетов виновными в нарушении антидопинговых правил. Среди них оказалась прыгунья в высоту Светлана Школина. Все её результаты с 16 июля 2012 года по 28 июля 2015 года были аннулированы, в том числе второе место на зимнем чемпионате России — 2015 с результатом 1,90 м.

## Чемпионат России по многоборьям
Чемпионы страны в мужском семиборье и женском пятиборье определились 13—15 февраля 2015 года в Санкт-Петербурге в новом легкоатлетическом манеже на Крестовском острове. Артём Лукьяненко и Александра Бутвина в третий раз стали чемпионами России в помещении.

### Мужчины
| Дисциплина | Золото                                     | Золото     | Серебро                                                   | Серебро    | Бронза                             | Бронза    |
| ---------- | ------------------------------------------ | ---------- | --------------------------------------------------------- | ---------- | ---------------------------------- | --------- |
| Семиборье  | Артём Лукьяненко Москва Ростовская область | 5988 очков | Евгений Саранцев Краснодарский край Волгоградская область | 5948 очков | Евгений Тептин Челябинская область | 5783 очка |

### Женщины
| Дисциплина | Золото                                                | Золото     | Серебро                                            | Серебро   | Бронза             | Бронза     |
| ---------- | ----------------------------------------------------- | ---------- | -------------------------------------------------- | --------- | ------------------ | ---------- |
| Пятиборье  | Александра Бутвина Ростовская область Санкт-Петербург | 4455 очков | Анна Бланк Ставропольский край Челябинская область | 4394 очка | Любовь Ткач Москва | 4368 очков |

## Состав сборной России для участия в чемпионате Европы
По итогам чемпионата и с учётом выполнения необходимых нормативов, в состав сборной для участия в чемпионате Европы в помещении в Праге вошли 44 атлета:
Мужчины
Эстафета 4х400 м: Егор Кибакин — не поехал на чемпионат из-за проблем с загранпаспортом, Алексей Кёниг, Павел Савин, Никита Веснин, Ярослав Холопов, Лев Мосин.

800 м: Степан Поистогов.

1500 м: Валентин Смирнов.

3000 м: Егор Николаев, Алексей Попов.

60 м с барьерами: Константин Шабанов.

Прыжок в высоту: Александр Шустов, Алексей Дмитрик, Даниил Цыплаков.

Прыжок с шестом: Александр Грипич, Антон Ивакин.

Прыжок в длину: Василий Копейкин — не выступил на турнире из-за ошибки при заявке, Павел Шалин.

Тройной прыжок: Дмитрий Сорокин, Алексей Фёдоров, Дмитрий Чижиков.

Толкание ядра: Константин Лядусов, Александр Лесной, Максим Сидоров.

Семиборье: Илья Шкуренёв — имел освобождение от отбора, Артём Лукьяненко.
Женщины
Эстафета 4х400 м: Яна Глотова, Ольга Товарнова, Екатерина Реньжина, Карина Трипутень, Ксения Задорина.

800 м: Анастасия Баздырева, Мария Николаева, Екатерина Поистогова.

3000 м: Елена Коробкина.

60 м с барьерами: Нина Морозова.

Прыжок в высоту: Мария Кучина, Светлана Школина — позднее снялась с соревнований из-за болезни.

Прыжок с шестом: Анжелика Сидорова, Ангелина Краснова, Анастасия Савченко.

Тройной прыжок: Екатерина Конева.

Толкание ядра: Анастасия Подольская.

Пятиборье: Александра Бутвина, Анна Бланк.